# 1918 у літературі

## Книги
- «Вірнопідданний» — роман Генріха Манна.
- «Між дев'ятьма і дев'ятьма» (нім. Zwischen neun und neun) — роман Лео Перуца.

## П'єси
- «Лісова пісня» — драма-феєрія Лесі Українки.
- «Вигнанці» (англ. Exiles) — п'єса Джеймса Джойса.

## Поезія
- «Сонячні кларнети» — збірка віршів Павла Тичини.
- «Каліграми. Вірші миру і війни (1913–1916)» — збірка віршів Ґійома Аполлінера.
- «Двадцять п'ять поезій» — збірка віршів Трістана Тцара.
- «Дванадцять» — поема Олександра Блока.
- «Під осінніми зорями» — збірка віршів Максима Рильського

## Оповідання
- «Гайдамака» — оповідання Валер'яна Підмогильного.
- «Муки пекельні» — оповідання Акутаґави Рюноске.

## Нехудожні
- «Присмерк Європи» — філософська праця Освальда Шпенґлера.
- «На порозі нової України» — книга Михайла Грушевського.

## Народились
- 2 лютого — Хелла Хаассе, голландська письменниця (померла в 2011).
- 11 грудня — Олександр Солженіцин, російський письменник (помер у 2008).

## Померли
- 10 червня — Арріґо Бойто італійський поет і композитор (народився в 1842).
- 9 листопада — Ґійом Аполлінер французький поет (народився в 1880).
- 2 грудня — Едмон Ростан, французький поет і драматург (народився в 1868).